# Rick Dees
Rick Dees, właśc. Rigdon Osmond Dees III (ur. 14 marca 1950 w Jacksonville na Florydzie) – amerykański didżej i osobowość radiowa.

## Wyróżnienia
Posiada swoją gwiazdę na Hollywoodzkiej Alei Gwiazd.